# Kreuzband

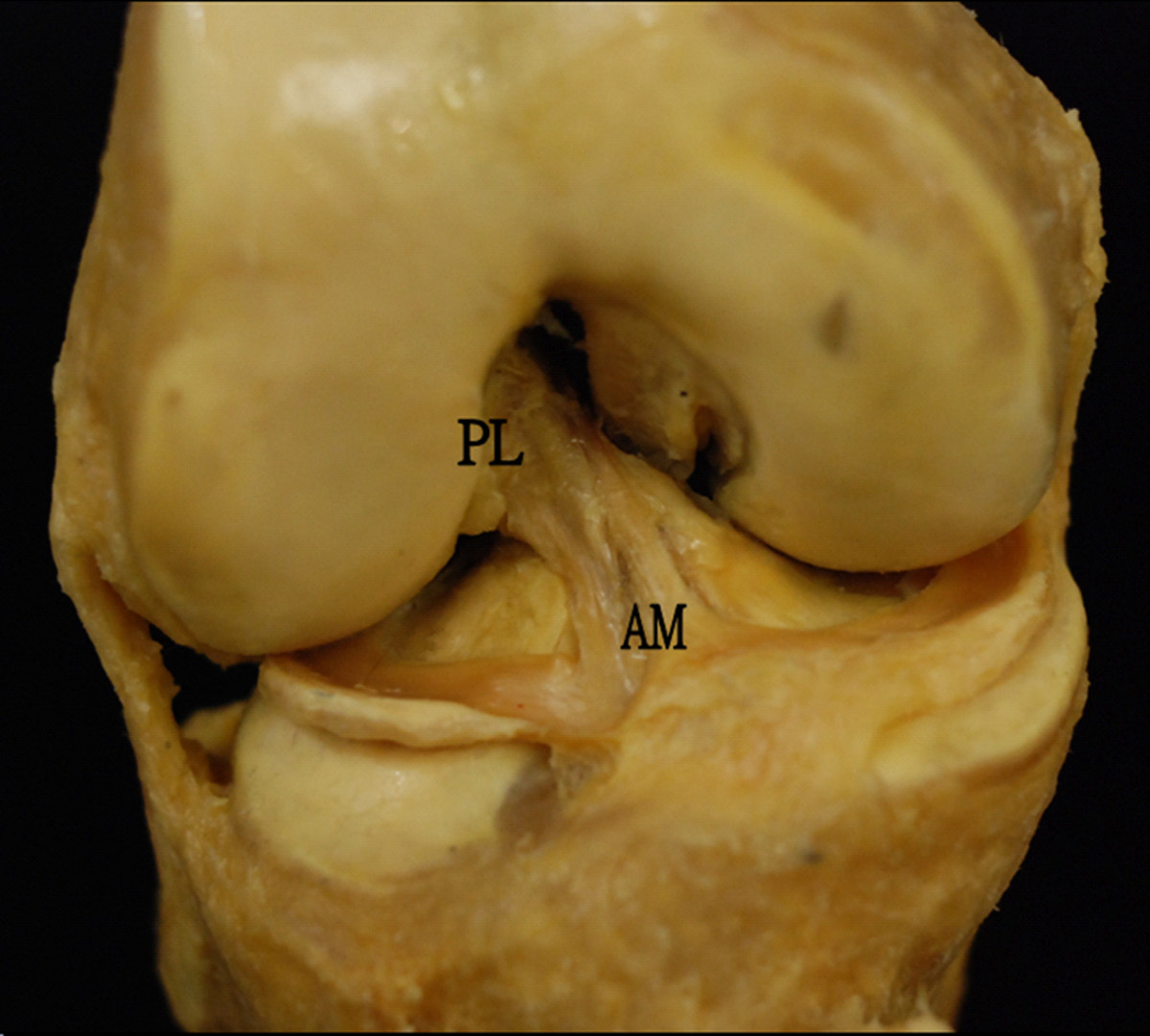
Sicht von vorne auf ein rechtes menschliches Kniegelenk: Das Vordere Kreuzband setzt mit vorderem-innerem [anteromedialem (AM)] Bündel und hinterem-äußerem [posterolateralem (PL)] Bündel am Knochen an.

Die beiden Kreuzbänder (lateinisch Ligamenta cruciata genus) gehören neben dem Innenband (Ligamentum collaterale mediale) und dem Außenband (Ligamentum collaterale laterale) zum Bandapparat des Kniegelenks der Säugetiere. Sie kreuzen sich im Knie zwischen den Gelenkknorren und sichern zusammen mit dem übrigen Bandapparat die Stabilisierung des Gelenks bei jeder Bewegung.

## Anatomie
Die beiden sich kreuzenden Bänder liegen außerhalb der Gelenkflächen (extraartikulär) und werden durch den Gelenkschleimhautsack zu den Gelenkflächen hin abgegrenzt. Dieser Synovialsack umschließt lediglich mit seiner Außenseite die vorderen und seitlichen Anteile der Kreuzbänder, deren Lage daher auch retrosynovial genannt wird.
Entwicklungsgeschichtlich entstehen die Kreuzbänder außerhalb der Synovialmembran und strahlen von hinten in den Gelenkbereich ein.

### Struktur
Die Kreuzbänder bestehen wie andere gelenkbegleitende Bänder aus straffen, kollagenen Faserzügen. Diese liegen nebeneinander in Faserbündeln, die locker durch Bindegewebe miteinander verbunden sind. Dort, wo sie an Knochen ansetzen (Insertion), verändert sich ihre Faserstruktur und -anordnung in Richtung der Knochenhaut (Periost), die ebenfalls aus sehr straffen kollagenen Fasern besteht, und ist hier stark vernetzt. Ihre Blutversorgung erhalten die Kreuzbänder vor allem aus der A. genus media.

### Lage und Verlauf

#### Vorderes Kreuzband
Das Vordere Kreuzband (VKB; Ligamentum cruciatum anterius, LCA, auch ACL) setzt im vorderen–mittleren Areal zwischen den Kondylen (Area intercondylaris anterior) des Schienbeins an den beiden knorpelfreien Kreuzbandhöckern (Tubercula intercondylaria mediale et laterale tibiae) des Schienbeinkopfes (Caput tibiae) an. Dieser erhöhte Bereich zwischen den beiden Gelenkflächen des Schienbeinkopfes wird Eminentia intercondylaris genannt. Hier sind neben dem vorderen Kreuzband auch Faserzüge der beiden Menisken verankert. Das vordere Kreuzband zieht vom Schienbein vorne-unten-innen (anterio-caudal-medial) in die Grube zwischen den Gelenkknorren des Oberschenkelknochens (Fossa intercondylaris femoris) nach hinten-oben-außen (dorso-cranial-lateral). Dort inseriert (Insertion = knöcherner Einwuchs von Sehnen und Bändern) es im hinteren Bereich der zur Mitte zeigenden Fläche des seitlichen femoralen Gelenkknorrens (Condylus lateralis femoris) nahe der Knorpel-Knochengrenze. Dieser Verlauf wird umgangssprachlich auch als „hosentaschenförmig“ bezeichnet.
Es können drei Bandpartien unterschieden werden:
- Ein vorderes-inneres (anteromediales) Bündel. Dieses weist die längsten Fasern des gesamten vorderen Kreuzbandes auf. Bei Einblick in das Kniegelenk von vorne wird es als erstes sichtbar. Es spannt sich vor allem bei Kniebeugung (Flexion) stark an. Bei einer Verletzung des vorderen Kreuzbandes ist es der Anteil, der am ehesten reißt.[5]
- Ein hinteres-äußeres (posterolaterales) Bündel. Dieses wird vom anteromedialen Bündel überdeckt und hat sein Spannungsmaximum bei Kniestreckung (Extension). Bei partiellen Bandrissen bleibt es meist intakt.
- Ein dazwischenliegendes (intermediäres) Bündel.

Die Fasern haben unterschiedliche Längen zwischen 18,5 und 33,5 mm.
Zur jeweiligen Insertion an Femur und Tibia fächern sich die Bündel auf, womit sich die Fläche der Fixierung vergrößert. Schon in Ruhestellung ist das Band insgesamt leicht gedehnt; da die einzelnen Bündel mit einer Windung umeinander laufen, zeigt sich das Band zur Mitte hin als fast runde Struktur. Einige der Faserzüge ziehen zum vorderen Innenmeniskusband und inserieren gemeinsam mit diesem.

#### Hinteres Kreuzband
Hinter dem vorderen Kreuzband kreuzt das hintere Kreuzband (HKB; Ligamentum cruciatum posterius, LCP, auch PCL) in einem Winkel von ca. 90° bei gebeugtem Knie. Es stellt die kräftigste ligamentäre Struktur des Kniegelenks dar. Am Schienbeinkopf setzt es im hinteren (dorsalen) Bereich zwischen den Kondylen an (Area intercondylaris posterior), jedoch nicht wie das vordere Kreuzband auf dem tibialen Plateau, sondern an der Hinterkante etwa 10 mm unterhalb der Gelenkflächen. Die Insertionsfläche liegt somit hinter den Hinterhörnern von Innen- und Außenmeniskus. Von hinten-unten-außen (dorso-caudal-lateral) zieht das Band nach vorne-oben-innen (antero-cranial-medial) in die Grube zwischen den Gelenkknorren des Oberschenkelknochens. Dort inseriert es nahe der Knorpel-Knochen-Grenze am inneren Gelenkknorren (Condylus medialis femoris).
Es können zwei Bandpartien unterschieden werden:
- Ein hinteres-inneres (posteromediales) Bündel (PM-Bündel), das am Schienbein hinten den innersten, und am Oberschenkelknorren den hintersten Ansatz hat. Das PM-Bündel erreicht seine maximale Spannung bei voller Streckung des Kniegelenkes.
- Ein vorderes-äußeres (anterolaterales) Bündel (AL-Bündel), das vom Schienbein zum vordersten Ansatz am Oberschenkelknochen zieht. Das AL-Bündel spannt bei etwa 90° Beugung voll an.[4][3]

Nicht selten wird das hintere Kreuzband von einem oder zwei Bändern begleitet, die längere Zeit für Anteile des hinteren Kreuzbandes gehalten wurden:
- das häufiger vorkommende hintere meniskofemorale Band (Ligamentum meniscofemorale posterior oder Wrisberg-Ligament), das zusammen mit dem Band des Außenmeniskushinterhorns am Schienbein inseriert,
- und das etwas seltenere vordere meniskofemorale Band (Ligamentum meniscofemorale anterior oder Humphry-Ligament).

Tatsächlich sind beide Ligamente physiologisch nicht mit den Faserzügen des Kreuzbandes verwachsen. Sie ändern auch nichts an der Gesamtstruktur des Hinteren Kreuzbandes, weshalb sie nicht als Kreuzbandbestandteil, sondern als anatomisch unregelmäßig vorhandene zusätzliche Stabilisierung angesehen werden.

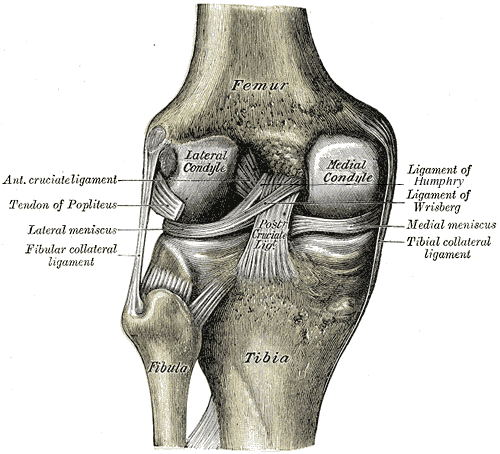
Hinteres Kreuzband (Ansicht von hinten)
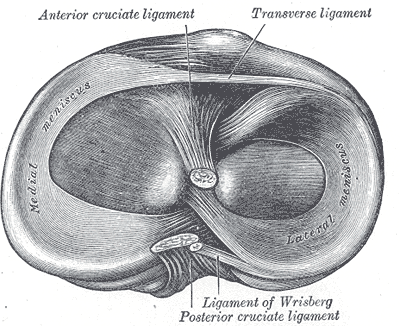
Tibiale Insertionen beider Kreuzbänder und des Wrisberg-Bandes

#### Orientierung der Kreuzbänder

Die Bänder des Kniegelenkes (Rechtes Knie, Ansicht von vorne, leicht seitlich, schematisch)

Bei perspektivischer Betrachtung überkreuzen sich die Kreuzbänder tatsächlich. Auch in der Sagittalebene sind sie gekreuzt, das vordere Kreuzband läuft schräg nach oben und hinten, während das hintere Kreuzband schräg nach oben und vorne ausgerichtet ist (das vordere Kreuzband läuft seitlich am hinteren Kreuzband vorbei). Auch in der Frontalebene ist ihr Verlauf gekreuzt: Ihre Befestigungen an dem Schienbein liegen auf einer sagittalen Achse, während die Fixpunkte am Oberschenkelknochen um ca. 17 mm auseinander liegen. Das hintere Kreuzband läuft folglich schräg nach oben-mittig (cranial-medial), das vordere Kreuzband schräg nach oben-seitlich (cranial-lateral). In der Transversalebene hingegen liegen sie parallel zueinander, ihre axialen Seiten berühren sich.
Die Kreuzbänder überkreuzen nicht nur einander, sondern auch das jeweils gegenüberliegende ipsilaterale Seitenband (Kollateralband). So überkreuzt das vordere Kreuzband das Seitenband des Wadenbeines und das hintere Kreuzband das des Schienbeines. Bei Betrachtung der vier Bänder von der Mitte zur Seite oder umgekehrt stellt man fest, dass sie alternierend schräg zueinander orientiert sind. Die Seiten- und Kreuzbänder schneiden sich (projiziert gesehen) in jeder Stellung des Gelenkes in einem Punkt; der Schnittpunkt entspricht jeweils dem momentanen Drehzentrum.
Die beiden Kreuzbänder haben einen unterschiedlich geneigten Verlauf. Bei gestrecktem Knie ist das vordere Kreuzband mehr vertikal, das hintere Kreuzband mehr horizontal orientiert, was mit der Ausrichtung der Insertionsfelder übereinstimmt. Das Feld des hinteren Kreuzbands liegt horizontal, das des vorderen Kreuzbands steht vertikal.
Wird das Knie gebeugt, so stellt sich das in Streckstellung horizontal liegende hintere Kreuzband vertikal auf. Es beschreibt in Relation zum Schienbein einen Kreisbogen von mehr als 60°, während sich die Stellung des vorderen Kreuzbands nur wenig verändert.
Das Längenverhältnis zwischen den Kreuzbändern ist individuell unterschiedlich. Die Distanz zwischen den Fixpunkten des Schienbeines und Oberschenkelknochens ist für jedes Knie charakteristisch, da diese u. a. das Profil der Rollhügel bestimmen.

## Funktion
Die Kreuzbänder halten gemeinsam mit den Seitenbändern das Kniegelenk zusammen. Sie begrenzen die Streckung des Schienbeines, führen das Gelenk während der Bewegung und verleihen ihm somit die nötige Stabilität. Die seitliche Stabilität der beiden Seitenbänder verhindert ein O-Bein (Genu varum) bzw. ein X-Bein (Genu valgum). Somit stellen sie die zentrale Komponente im propriozeptiven Regelkreis des Kniegelenkes dar.
Die Kreuzbänder bilden die zentralen passiven Führungselemente des Kniegelenks. Bedingt durch ihre Lage zueinander und ihre Art der Fixation an Oberschenkelknochen und Schienbein bilden sie eine Viergelenkkette und zwingen so den Oberschenkelknochenkopf bei der Beugung in einen Roll-Gleit-Mechanismus (Athrokinematik bzw. Osteokinematik), der es – neben anderen Mechanismen – erlaubt, einen großen Gelenkkopf auf einer viel kleineren Gelenkpfanne physiologisch zu bewegen. Bei einer Schädigung des vorderen Kreuzbands wird diese empfindlich gestört und führt zu Knorpel- und Meniskusschäden. Die Kreuzbänder sorgen neben dem Anpressdruck der beiden Gelenkpartner unter anderem für eine verschiebliche Stabilisierung nach vorne und hinten. Sie liegen so, dass in fast allen Stellungen des Kniegelenkes Teile von ihnen gespannt sind; sie verhindern vor allem in der gefährdeten labilen Beugestellung, in der die Seitenbänder erschlaffen, eine vordere und hintere Verschiebung der miteinander in Verbindung stehenden (artikulierenden) Flächen. Die Seitenbänder werden durch die Spiralform der Rollhügel des Oberschenkelknochens in Streckung gestrafft, weil die Distanz zwischen Ursprung und Ansatz länger wird. In Beugung sind sie locker, analog zur stabilen bzw. instabilen Gelenkflächenform in Streckung und Beugung. Wären die Rollhügel des Oberschenkelknochens rund, so wäre der Radius in jedem Beugungswinkel gleich lang und die Bänder würden mit konstanter Spannung ziehen. So ist das gestreckte Knie stabil, gebeugt ist es mobil und entlastet. Das vordere Kreuzband begrenzt die Streckung (Extension) des Kniegelenks. In Streckrichtung sind dabei das hintere-seitliche und dazwischenliegende Bündel am meisten gespannt, während in Beugerichtung (Flexion) das vorne-mittige Bündel mehr gespannt ist. Das hintere Kreuzband verhindert eine gerade hintere Verschiebung (Translation) des Schienbeinkopfes. Zudem schränken sie durch die Stabilität und Verlaufsrichtung ihrer kräftigen Fasern die Drehbewegung (Rotationsbewegung) des Unterschenkels, insbesondere die Drehbewegung nach innen ein.
Dreht der Oberschenkelknochen nach außen und der Unterschenkel nach innen (also eine Drehbewegung des Schienbeines nach innen), werden die Kreuzbänder gespannt. Sie schlingen sich verstärkt umeinander und ziehen sich so an, während sie sich bei der Drehbewegung nach außen wieder abrollen und lockern.
Die Drehachse muss durch den Innenmeniskus laufen, weil dieser mit dem inneren Seitenband verwachsen ist und somit nicht gleiten kann. Gespannte Bänder sind die Voraussetzung für eine gute Gelenkstabilisierung. Durch den alternierenden Wechsel von Beugung und Streckung, von Ver- und Entschraubung werden die Bänder abwechselnd unter Zug gesetzt und wieder entlastet. Zug und Entlastung optimieren die strukturelle Organisation innerhalb der Bänder und fördern den Stoffwechsel.

## Kreuzbandriss

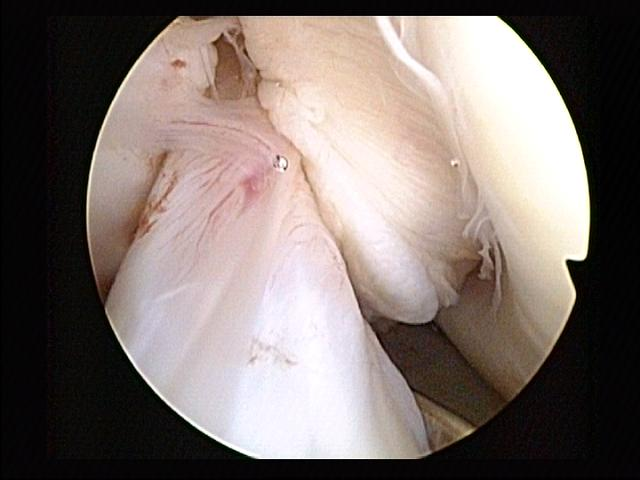
Gerissenes vorderes Kreuzband im arthroskopischen Bild. Die losen Enden befinden sich in der Abbildung auf 4 Uhr und 7 Uhr.

Kreuzbandverletzungen entstehen meist aufgrund indirekter Gewalteinwirkung. Von einem Riss (Ruptur) des Kreuzbandes spricht man bei einem teilweisen oder vollständigen Riss eines oder beider Kreuzbänder. Im Extremfall handelt es sich um einen vollständigen Ab- oder Ausriss, bei dem auch Teile des Knochens betroffen sein können. Der knöcherne Ab- oder Ausriss ist wesentlich seltener als der reine Bandriss ohne knöcherne Beteiligung (intraligamentäre Ruptur).